# Муриаэ
Муриаэ (порт. Muriaé) — муниципалитет в Бразилии, входит в штат Минас-Жерайс. Составная часть мезорегиона Зона-да-Мата. Входит в экономико-статистический микрорегион Муриаэ. Население составляет 100 063 человека на 2007 год. Занимает площадь 843,327 км². Плотность населения — 118,7 чел./км².

## История
Город основан 16 мая 1855 года. 

## Статистика
- Валовой внутренний продукт на 2003 год составляет 235 237 865,00 реалов (данные: Бразильский институт географии и статистики).
- Валовой внутренний продукт на душу населения на 2003 год составляет 1493,61 реалов (данные: Бразильский институт географии и статистики).
- Индекс развития человеческого потенциала на 2000 год составляет 0,773 (данные: Программа развития ООН).

## География
Климат местности: тропический. В соответствии с классификацией Кёппена, климат относится к категории Aw.